# Dansk Luft Rederi
Dansk Luft Rederi eller DLR var et dansk flyselskab stiftet i august 1919.
Selskabet blev stiftet af John Foltmann, Aksel Rasmussen og H.L.V. Bjarkov, alle løjtnanter i Hærens Flyvertropper. De blev finansieret af rigmanden Henrik Tholstrup, som lagde ud for indkøbet af tyske militærfly af typen L.V.G. B III og Rumpler C 1. 1. verdenskrig var kort forinden afsluttet, og der var mange problemer med at få dem til Danmark. Blandt andet fortæller John Foltmann at de blev beskudt ved indflyvningen til Warnemünde, men det lykkedes til sidst.
Selskabet lejede Lundtofte Flyveplads af Krigsministeriet, med den klausul at selskabet samtidigt optrænede piloter til forsvaret mod at få alle udgifter betalt. Flyvepladsen lå hvor DTU ligger i dag.
Dansk Luft Rederi var stiftet med det formål at foretage charter/taxaflyvning, samt reklame-, rund- og skoleflyvning. Men det var svært i flyvningens første år at tjene penge på dette, og det måtte supplere med flyvning i forbindelse med filmoptagelser og endda avisflyvning. Men det kunne ikke løbe rundt og i 1923 måtte de lukke for firmaet.
John Foltmann og Bjarkov gik derefter over i flyselskabet "Dansk Luftransport A/S", hvor de fløj med maskiner af typen Junkers F 13 til Hamburg. Men de danske myndigheder foretrak at støtte Det Danske Luftfartselskab, og efter et år, 24. marts 1924, blev Dansk Lufttransport lagt sammen med DDL.